# Llista d'ermites, santuaris i esglésies rurals de Mallorca
Llista d'esglésies i esglesietes situades en despoblat de Mallorca, bé siguen ermites (amb presència històrica d'ermitans), santuaris (centres importants de devoció o pelegrinatge), oratoris públics o simplement esglésies rurals (generalment antigues esglésies de repoblament que no han desenvolupat un nucli urbà), que sovint són objecte de Pancaritats i altres celebracions i peregrinacions anuals. Se n'exclouen capelles associades a una possessió o a un monestir.

## Llista
| Municipi                   | Edifici                                                 | Data de creació | Observacions |
| -------------------------- | ------------------------------------------------------- | --------------- | --- |
| Alaró                      | Ermita de la Mare de Déu del Refugi del Castell d'Alaró | 1622            | Acull la imatge de la Mare de Déu del Refugi |
| Alcúdia                    | Santuari de la Mare de Déu de la Victòria               | segle xiv       | Acull la imatge de la Mare de Déu de la Victòria |
| Alcúdia                    | Cova de Sant Martí                                      | segle xiii      | |
| Algaida                    | Església de la Pau de Castellitx                        | segle xiii      | Església de repoblament |
| Algaida                    | Santuari de Cura                                        | segle xiv       | Santuari que anteriorment també acollí ermitans |
| Algaida                    | Ermita de Sant Honorat                                  | segle xiv       | |
| Andratx                    | Oratori de Son Orlandis                                 | 1935            | Oratori construït aprofitant el molí de Son Orlandis |
| Ariany                     |                                                         |                 | |
| Artà                       | Ermita de Betlem                                        | 1805            | |
| Artà                       | Capella de Santa Maria de Bellpuig                      | segle xiii      | Església de l'antic monestir de Bellpuig |
| Banyalbufar                |                                                         |                 | |
| Binissalem                 |                                                         |                 | |
| Búger                      |                                                         |                 | |
| Bunyola                    |                                                         |                 | |
| Calvià                     | Capella de la Pedra Sagrada                             | 1929            | |
| Calvià                     | Cova de la Mare de Déu de Portals                       | segle xv        | |
| Campanet                   | Església de Sant Miquel                                 | segle xiii      | Església de repoblament |
| Campos                     | Església de Sant Blai                                   | segle xiii      | Església de repoblament |
| Capdepera                  |                                                         |                 | |
| Consell                    |                                                         |                 | |
| Costitx                    | Capelleta de la Mare de Déu                             | 1913            | No es tracta exactament d'una església, ans més aviat d'una petita construcció en forma de templet a l'indret on la tradició situa la troballa de la Mare de Déu de Costitx |
| Deià                       |                                                         |                 | L'ermità Joan Mir fundà una ermita de Sant Onofre a Son Rutlan |
| Escorca                    | Església de Sant Pere d'Escorca                         | segle xiii      | Església de repoblament |
| Escorca                    | Santuari de Lluc                                        | segle xiii      | |
| Escorca                    | Església de Sant Llorenç de la Calobra                  | segle xiii      | Església de repoblament |
| Esporles                   | Ermita de Maristel·la                                   | 1890            | |
| Estellencs                 |                                                         |                 | |
| Felanitx                   | Santuari de Sant Salvador                               | 1348            | Santuari que acollí ermitans fins a 1992 |
| Fornalutx                  |                                                         |                 | |
| Inca                       | Ermita de Santa Magdalena del Puig                      | segle xiii      | |
| Lloret de Vistalegre       |                                                         |                 | |
| Lloseta                    | Oratori del Cocó                                        | 1878            | Acull la imatge de la Mare de Déu del Cocó |
| Llubí                      | Ermita del Sant Crist del Remei                         | 1896            | |
| Llucmajor                  | Santuari de Nostra Senyora de Gràcia                    | segle xv        | Santuari que anteriorment també acollí ermitans |
| Manacor                    | Ermita de la Mare de Déu del Roser                      | segle xvii      | Dita també de Santa Llucia o del Frare Olesa |
| Manacor                    | Oratori del Sagrat Cor de Jesús                         | 1885            | Inacabat |
| Mancor de la Vall          | Santuari de Santa Llucia                                | segle xiii      | Construïda com a església rural, posteriorment acollí ermitans i esdevengué santuari                                                                                        |
| Maria de la Salut          |                                                         |                 | |
| Marratxí                   | Ermita de Son Seguí                                     | 1673            | Situada dins el terme de Santa Maria |
| Montuïri                   | Ermita de la Bona Pau                                   | segle xiv       | Acull la imatge de la Mare de Déu de la Bona Pau |
| Muro                       | Oratori de Sant Vicenç Ferrer                           | 1879            | |
| Palma                      | Capella de Sant Alonso                                  | 1879            | Situada devora el Castell de Bellver |
| Petra                      | Ermita de Bonany                                        | 1606            | Acull la imatge de la Mare de Déu de Bonany |
| La Pobla                   | Església de Santa Margalida de Crestatx                 | segle xiii      | Església de repoblament |
| Pollença                   | Ermita del Puig de Maria                                | 1351            | |
| Porreres                   | Santuari de Monti-sion                                  | segle xv        | |
| Puigpunyent                |                                                         |                 | L'ermità Joan Mir fundà una ermita de Sant Onofre a Son Fortesa |
| Ses Salines                |                                                         |                 | |
| Sant Joan                  | Santuari de la Mare de Déu de Consolació                | segle xiii      | Antiga parròquia de la vila, fins al segle xvi |
| Sant Llorenç des Cardassar |                                                         |                 | |
| Santa Eugènia              | Ermita de Son Seguí                                     | 1673            | Situada dins el terme de Santa Maria |
| Santa Margalida            |                                                         |                 | |
| Santa Maria del Camí       | Ermita de Son Seguí                                     | 1673            | |
| Santanyí                   | Santuari de la Mare de Déu de Consolació                | segle xiv       | |
| Selva                      | Oratori de Crist Rei                                    | 1927            | En estat ruïnós per causa del moviment de terres d'unes mines pròximes |
| Selva                      | Oratori de la Reconciliació de Biniamar                 | 1981            | |
| Sencelles                  | Caseta de la Beata Francinaina Cirer                    | segle xix       | Casa de camp que fou de la família de Francinaina Cirer |
| Sineu                      | Oratori de la Mare de Déu Poderosa                      | 1970            | |
| Sóller                     | Capelleta de Santa Maria de l'Olivar                    | 1917            | |
| Sóller                     | Ermita de Santa Caterina del Port                       | segle xiii      | |
| Sóller                     | Oratori de Sant Ramon de Penyafort                      | segle xvii      | Convertit en parròquia el 1937, però traslladada a un nou temple el 1943 |
| Sóller                     | Oratori de Castelló                                     | segle xvii      | |
| Son Servera                |                                                         |                 | |
| Valldemossa                | Ermita de la Santíssima Trinitat                        | 1648            | Fundada per Joan Mir Vallès no gaire lluny de les Ermites Velles, avui en ruïnes                                                                                            |
| Vilafranca de Bonany       | Ermita de Bonany                                        | 1606            | Situada dins el terme de Petra |